# Rezultati pretrage tražilice
Rezultati pretrage tražilice (eng. Search Engine Results Pages, SERP) su stranice koje tražilice prikazuju kao odgovor na pretražni upit (eng. search query) koji je zadao tragatelj. Glavna sastavnica SERP-a su izlistani rezultati koje je vratila tražilica kao odgovor na upit ključnom riječi, premda stranica mogu također sadržavati druge rezultate poput oglasa.
Dvije su općenit vrste rezultata, organska pretraga (eng. organic search), tj. koje je vratio korisniku algoritam tražilice i sponozornirana pretraga (eng. sponsored search), tj. oglasi. Rezultati su obično poredani prema relevantnosti ka upitu. Svaki rezultat koji je prikazan na stranici s rezultatima sadrži naslov, poveznicu koja pokazuj na aktualnu stranicu na internetu i kratki opis (atribut description) kojim prikazuje gdje su ključne riječi (atribut keywords) našle sadržaj unutar stranice s organskim rezultatima. Za sponzorirane rezultate oglašivač odlučuje što će se prikazati.